# فرودگاه فن
فرودگاه فن (به انگلیسی: Fane Airport) یک فرودگاه با کد یاتا FNE است . این فرودگاه در کشور پاپوآ گینه نو قرار دارد و در ارتفاع 1311 متری از سطح دریا واقع شده است.